# Campionatul Regional de Fotbal al României 1929-1930
Sezonul 1929-1930 al Campionatului Regional a fost cea de-a 9-a ediție a Campionatului Regional de Fotbal al României. Dintre campioanele regionale Sparta Gherla nu a participat la turneul national, iar Juventus București a devenit și campioana României.

## Format
S-a menținut numărul de ligi (5) dar cu 18 serii. Singurele modificări apar în Liga de Nord, unde reapare seria Turda, iar seria Satu Mare e redenumită Maramureș.
Iată configurația ligilor regionale.
Sud:    Brăila | București | Constanța | Galați | Prahova
Vest:   Arad | Oltenia | Timișoara
Nord:   Cluj | Maramureș | Oradea | Turda
Centru: Brașov | Mureș | Sibiu
Est:    Cernăuți | Chișinău | Iași
Seria în litere cursive nereprezentată la Faza Națională.

## Liga Sud - București | Prahova | Galați | Brăila

### București

#### Clasament Final
```
1.
Juventus București
                 10   7  2  1  28- 8  16  (C)
2.Venus București                    10   5  3  2  19- 8  13
3.Olympia București                  10   4  2  4  11-16  10
4.Unirea Tricolor București          10   3  3  4   9-17   9
5.Maccabi București                  10   2  2  6   8-11   6
6.Principile Mihai București         10   2  2  6  10-25   6
```

### Prahova
Campioni: Tricolor Ploiești

### Galați

#### Clasament Final
```
1.
Dacia Vasile Alecsandri Galați
      4   4  0  0  16- 6   8  (C)
2.Gloria Galați                       4   2  0  2   8- 9   4
3.Șoimii Galați                       4   0  0  4   6-15   0
```

NB: Amatorii Galați s-ar fi înscris și ei, dar se pare că s-au retras.

### Brăila
Campioni: Dacia Unirea Brăila

### Constanța
Campioni: Victoria Constanța
Alți participanți:
```
  Elpis Constanța
  Marina Constanța
  Săgeata Constanța
  Tricolor Constanța
  Kiazim Abdulah Constanța
```

## Liga Vest - Oltenia | Arad | Timișoara

### Oltenia

#### Clasament
```
1.Rovina Grivița Craiova             11   8  0  3  33-22  16
2.Jiul Lupeni                         9   6  1  2  53- 4  13
3.Craiu Iovan Craiova                10   6  0  4  54-19  12
4.Generala Craiova                   10   5  1  4  24-21  11
5.
Oltul Slatina
                       9   5  0  4  18-22  10 (C)
6.Tricolor Craiova                    9   1  0  8   6-48   2
7.Sporting P.T.T. Craiova            10   1  0  9   8-60   2
```

NB: Mai multe cu două înfrângeri decât victorii; probabil că un meci a acordat înfrângere ambelor echipe.
(C) = Oltul Slatina campioni și calificați.

### Timișoara

#### Clasament tur
```
1.Chinezul Timișoara                  9   8  1  0  23- 5  17
2.R.G.M. Timișoara                    9   5  3  1  20-11  13
3.U.D. Reșița                         9   4  3  2  19- 6  11
4.C.A. Timișoara                      9   4  1  4  17-15   9
5.Banatul Timișoara                   9   4  0  5  24-15   8
6.Kadima Timișoara                    9   3  2  4  14-20   8
7.Politehnica Timișoara               8   2  3  3   7-17   7
8.S.S. Jimbolia                       9   2  2  5  12-19   6
9.Hajduk Timișoara                    9   2  2  5  10-25   6
10.Rapid Timișoara                     8   1  1  6  10-23   3
```

#### Clasament Final
```
1.R.G.M. Timișoara                   18  13  4  1  48-16  30  (C)
2.Chinezul Timișoara                 17  13  1  3  47-18  27
3.U.D. Reșița                        18  10  4  4  43-17  24
4.Banatul Timișoara
5.C.A. Timișoara
6.Politehnica Timișoara
7.Kadima Timișoara
8.Hajduk Timișoara
9.Rapid Timișoara
10.S.S. Jimbolia
```

### Arad

#### Clasament tur
```
1.C.A. Arad                           9   9  0  0  39- 7  18
2.A.M.E.F. Arad                       9   7  0  2  34-11  14
3.Gloria C.F.R. Arad                  9   6  1  2  43- 6  13 (C)
4.C.F.R. Simeria                      9   4  3  2  21-22  11
5.
Olympia Micălaca
                    9   5  0  4  22-24  10
6.S.G. Arad                           9   3  2  4  22-19   8
7.Tricolor Arad                       9   2  1  6  12-34   5
8.Banatul Sânnicolau Mare             9   2  1  6  11-34   5
9.Voința Victoria Arad                9   1  2  6   6-26   4
10.Hakoah Arad                         9   1  0  8   9-36    2
```

(C) = Gloria C.F.R. Arad campioni și calificați.

## Liga Nord -  Oradea | Satu Mare| Cluj | Bistrița | Turda

### Oradea
Campioni: Stăruința Oradea
Alți participanți:
```
  Crișana Oradea
  C.A. Oradea
  S.C. Salonta
  Înțelegerea Oradea
  Macabi Oradea
```

### Maramureș
Campioni: Stăruința Satu Mare
Alți participanți:
```
  Olimpia Satu Mare
  R.G.M. Satu Mare
  R.G.M. Sighet Marmației
  Tricolor Baia Mare
  Victoria Carei
  Bar Kochba Satu Mare
  C.S. Baia Mare
  Stadion Sighet Marmației
```

### Cluj

#### Clasament tur
```
1.Universitatea Cluj                  6   5  0  1  16- 4  10
2.AMEF Cluj                         6   4  1  1  10- 6   9
3.România Cluj                        6   3  1  2  13-12   7
4.Haggibor Cluj                       6   2  2  2  10- 9   6
5.C.F.R. Cluj                         6   2  1  3  10-11   5
6.R.M.S. Cluj                         6   1  2  3   9-17   4
7.C.A. Cluj                           6   0  1  5   2-11   1
```

NB:R.M.S. Clujul se pare că s-a retras pentru a doua jumătate a sezonului și a avut
```
    rezultatele lor anulate;
   C.F.R. Clujenii nu au reușit să îndeplinească patru meciuri în partea secundă
    al sezonului, dar deoarece acestea deveniseră irelevante, recordul lor a rămas:
```

#### Clasament final
```
1.
Universitatea Cluj
                 10   7  2  1  26- 6  16  (C)
2.România Cluj                        9   5  2  2  23-13  12
3.S.C.M. Cluj                         9   6  0  3  14-14  12
4.Haggibor Cluj                       9   3  1  5  12-24   7
5.C.F.R. Cluj                         6   1  1  4   7-15   3
6.C.A. Cluj                           9   0  2  7   1-13   1
```

### Turda
Campioni:: Sparta Gherla
Alți participanți:
```
  R.G.M. Turda
  Sticla Turda
  C.F.R. Dej
  Industria Sârmei Câmpia Turzii
  Labor Uioara
  S.C. Turda
```

*NB: Ulterior, Uioara a fost redenumită Ocna Mureș.
*NB: Seria Turda nu au fost reprezentată la etapa națională.

## Liga Centru - Mureș | Sibiu | Brașov

### Mureș
Campioni : Mureșul Târgu Mureș
Alți participanți:
```
  R.G.M. Târgu Mureș
  S.S. Târgu Mureș
  C.E.C. Aiud
  Dacia Diciosânmartin
```

NB: Diciosânmartin a fost redenumit Târnăveni în 1943.

### Sibiu

#### Clasament
```
1.S.G. Sibiu                         13  11  1  1  65-23  23  (C)
2.Șoimii Sibiu                       14   9  2  3  47-21  20
3.S.S. Sibiu                         14   7  2  5  17-26  16
4.Unirea Alba Iulia                  12   5  4  3  28-19  14
5.R.G.M. Sibiu                       13   7  0  6  40-25  14
6.S.C. Sibiu                         14   5  2  7  31-38  12
7.S.S. Vâlceana Râmnicu Vâlcea       10   1  0  9   2-41   2
8.Stăruința Sibiu                    12   0  1 11   7-44   1
```

### Brașov
Campioni: Brașovia Brașov
Alți participanți:
```
  Olympia Brașov
  C.F.R. Brașov
  Industria Aeronautică Română Brașov
  Ivria Brașov
  R.G.M. Brașov
  Harghita Odorhei Secuiesc
  Unirea Sighișoara
  R.F.M. Sfântu Gheorghe
  Colțea Brașov
```

## Liga Est - Cernăuți | Iași | Chișinău

### Cernăuți

#### Clasament Final
```
1.Dragoș Vodă Cernăuți               14  11  2  1  31-13  24  (C)
2.Jahn Cernăuți                      14   9  1  4  40-18  19
3.Maccabi Cernăuți                   14   9  1  4  33-16  19
4.Hakoah Cernăuți                    14   7  3  4  28-23  17
5.Dowbusch Cernăuți                  14   7  1  6  33-25  15
6.Muncitorii Cernăuți                14   4  2  8  20-28  10
7.Polonia Cernăuți                   14   2  2 10  20-32   6
8.Borochow Cernăuți                  14   0  2 12   6-56   2
```

### Iași
Campioni: Concordia Iași      
Alți participanți:
```
  Victoria Iași
  Hakoah Iași
  Maccabi Iași
  Sporting Pașcani
```

### Chișinău
Campioni: Mihai Viteazul Chișinău  
Alți participanți:
```
  Sporting Chișinău
  Hakoah Chișinău
```